# Brachygobius sabanus
Brachygobius sabanus е вид бодлоперка от семейство Попчеви (Gobiidae).

## Разпространение
Видът е разпространен в Индонезия (Калимантан), Малайзия (Сабах) и Тайланд.

## Описание
На дължина достигат до 2,7 cm.